# Bohuslav Martinů
Bohuslav Jan Martinů (txec: [ˈboɦuslaf ˈmarcɪnuː] ( escolteu-ho); Polička, 8 de desembre de 1890 – Liestal, 28 d'agost de 1959) va ser un compositor txec, nacionalitzat estatunidenc, de música clàssica moderna.
Va escriure 6 simfonies, 15 òperes, 14 partitures de ballet i un gran conjunt d'obres orquestrals, de cambra, vocals i instrumentals. Es va convertir en violinista de l'Orquestra Filharmònica Txeca, i va estudiar breument amb el compositor i violinista txec Josef Suk. Després de marxar de Txecoslovàquia el 1923 per anar a París, Martinů es va retirar deliberadament de l'estil romàntic en què s'havia format. Durant la dècada de 1920 va experimentar amb els desenvolupaments estilístics francesos moderns, exemplificats per les seves obres orquestrals Half-time i La Bagarre. També va adoptar modismes de jazz, per exemple a la seva La revue de cuisine. És àmpliament considerat, després de Janáček, el compositor txec més important del segle xx.
A principis de la dècada de 1930 va trobar la seva principal font per a l'estil compositiu: el neoclassicisme, creant textures molt més denses que les que es troben en compositors que tractaven Stravinski com a model. Va ser prolífic, va compondre ràpidament obres de cambra, orquestrals, corals i instrumentals. El seu Concerto Grosso i el Doble Concert per a dues orquestres de corda, piano i timbales es troben entre les seves obres més conegudes d'aquesta època. Entre les seves òperes, Julietta i La passió grega són considerades les millors. S'ha comparat amb Prokófiev i Bartók en la seva innovadora incorporació d'elements populars txecs a la seva música. Va continuar utilitzant melodies populars bohèmies i moravianes al llarg de la seva obra, per exemple a L'obertura de les fonts (Otvírání studánek).
La seva carrera simfònica va començar quan va emigrar als Estats Units el 1941, fugint de la invasió alemanya de França. Les seves sis simfonies van ser interpretades per totes les principals orquestres dels Estats Units. Finalment, Martinů va tornar a viure a Europa durant dos anys a partir del 1953, després va tornar a Nova York fins que va tornar a Europa el maig de 1956. Va morir a Suïssa l'agost de 1959.

## Biografia

### 1890–1905: Polička

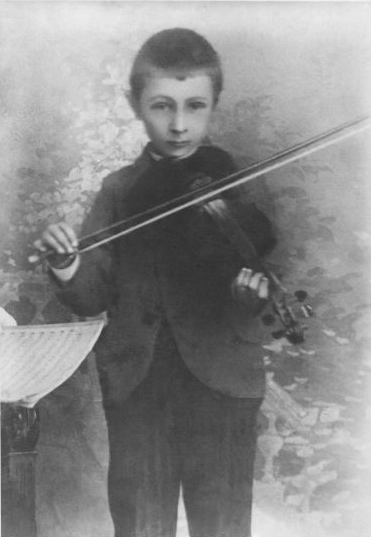
Martinů quan era nen tocant el violí (c. 1896)

L'escenari del naixement de Martinů va ser inusual. Va néixer a la torre de l'església de Sant Jaume a Polička, una ciutat reial emmurallada a les terres altes de Bohèmia, prop de la frontera amb Moràvia. Els seus pares hi vivien des de feia anys. Els seus pares es van casar el 1878. La seva mare es deia Karolína, nascuda Klimešová, i era filla d'un fuster de Polička. El seu pare, Ferdinand, era sabater i també treballava com a sagristà de l'església i era l'encarregat de les campanes i de la vigilància del foc. A canvi dels seus serveis, rebia un petit sou i allotjament gratuït a la torre. Per això, ell i la seva família van poder viure a l'apartament de la torre, el mirador més alt de la ciutat. Bohuslav molt poques vegades va abandonar la torre per anar a la ciutat durant els primers anys fins que va començar l'escola el 1897. Per tant, durant aquest període no va socialitzar amb els altres nens fins a entrar a l'escola. En unes memòries posteriors va recordar passar llargues hores mirant la ciutat des de dalt: 
| «                                                                             | Com que vaig estar tant de temps aïllat a la torre i tan aïllat del món exterior com si hagués viscut en un far, no vaig poder fer més que gravar les vistes des de dalt de la torre a la meva memòria. Des de cada costat del balcó la perspectiva era diferent, i una gran extensió d'espai ho cobria tot... Aquest espai, crec, va ser la millor impressió de la meva infantesa. Abans de tot, va penetrar en la meva consciència i només més tard vaig prendre consciència de la gent. En els meus primers dies, la gent semblaven petits punts, canviant no sabia on ni per què, figures que treballaven d'una manera desconeguda... construint cases com caixes, movent-se com formigues. Recordo que aquesta imatge sempre estava canviant i estava dominada per l'espai. Quan tens en compte que vaig viure més o menys aïllat excepte pels fenòmens espacials, potser això explica per què ho veia tot diferent. | » |
| — Martinu, Brian Large, Martinu (New York: Holmes and Meier Publishers, 1975) | |   |

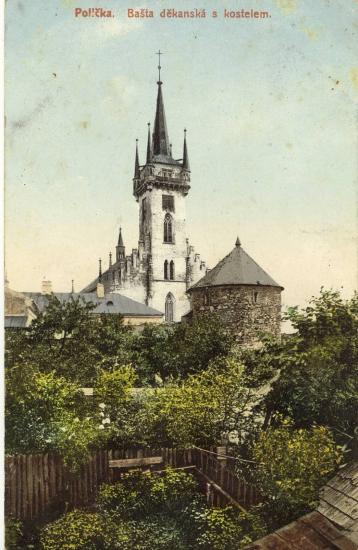
Torre de l'església de Sant Jaume a Polička, on va viure Martinů els primers anys

De petit, Bohuslav sempre estava malalt, i sovint havia de pujar els 193 esglaons de la torre a l'esquena del seu pare o de la seva germana gran, Marie. Tenia dos germans més: František i Karel, que havia anat a viure a Praga.
A l'escola se'l coneixia per ser molt tímid, i no participava en les obres de teatre ni en les activitats amb els seus companys. Al mateix temps va començar a anar dos cops per setmana a aprendre violí amb el mestre local Josef Černovský, que era sastre de professió. Černovský era un excel·lent pedagog i va ensenyar molts músics locals. Aviat va observar les habilitats del jove Bohuslav i el va encoratjar a experimentar amb les seves primeres composicions. Martinů va desenvolupar una forta reputació entre la resta i el 1905 va tenir la seva primera actuació pública al poble proper de Borová i, després d'un gran èxit, també a Polička.

### 1906–1922: Praga i Polička
La gent adinerada del poble va recaptar prou diners per finançar la seva escola, i a la tardor de 1906, Bohuš (com l'anomenava la seva mare) va abandonar el camp per començar els estudis al Conservatori de Praga i estudiar a la classe de violí del professor Štěpán Suchý.
Allà no va ser bon estudiant, no mostrant gaire interès per la rígida pedagogia, ni per les hores de pràctica del violí requerides. Estava molt més interessat a explorar Praga i aprendre pel seu compte, assistir a concerts i llegir llibres sobre molts temes. Això contrastava amb el seu company d'habitació, Stanislav Novák, que era un excel·lent estudiant i un brillant violinista. Va assistir amb entusiasme a actuacions al Teatre Nacional i al Nou Teatre Alemany, així com a concerts de la Filharmònica Txeca i de la Societat de Música de Cambra. Martinů es va dedicar a analitzar la música nova, especialment les obres impressionistes franceses. Podia memoritzar-ne gran part, fins al punt que quan tornava a la seva habitació, podia escriure grans parts de la partitura gairebé perfectament. Novák es va sorprendre de la minuciositat amb què Martinů ho podia fer. Es va convèncer que el seu company d'habitació, tot i que mancava d'altres assignatures, posseïa un cervell increïble per analitzar i memoritzar música. Es van fer amics de per vida. Abandonat del programa de violí, Martinů va ser traslladat al departament d'orgue que ensenyava composició, però finalment va ser acomiadat el 1910 per "negligència incorregible". Al final, el 1912 va superar (en el segon intent) l'examen estatal de violí i pedagogia, obtenint així la qualificació per ensenyar.
Martinů va passar els anys següents vivint a casa a Polička, intentant guanyar una mica de posició en el món musical. Les seves primeres composicions, en particular per a piano, daten d'aquest període (1910-1915) i ja reflecteixen les seves ambicions mostrant una gran riquesa d'invenció. En aquella època havia escrit diverses composicions, inclosa l'Elegia per a violí i piano, i els poemes simfònics L'Àngel de la mort (Anděl smrti) i La mort de Tintagiles (Smrt Tintagilova). Martinů prossegueix el seu camí autodidacte. Martinů va fer el seu primer pas en el món de l'escriptura de quartet amb el seu "Quartet francès". L'obra va ser composta a Polička l'any 1918. El 1925 Martinů tenia la intenció de fer interpretar la composició a París, amb el Quartet Ševčík. Tanmateix, el quartet no es va estrenar fins al 1927 a Brno.
Quan la Primera Guerra Mundial s'acabava i Txecoslovàquia va ser declarada república independent, Martinů va compondre la cantata de celebració Rapsòdia txeca (Česká rapsodie), que es va estrenar el 1919 amb gran èxit. A la primavera de 1919, en una gira amb l'Orquestra del Teatre Nacional, la Filharmònica Txeca, va conèixer París, i li va encantar. El 1920, va esdevenir membre habitual de l'orquestra (grup de segon violins) però Martinů només tenia la idea d'estudiar a la capital francesa. L'orquestra era dirigida pel jove director Václav Talich, que va ser el primer gran director a promoure Martinů. També va començar un estudi formal de composició amb el compositor i violinista Josef Suk, deixeble i gendre de Dvořák. Aquest encontre marcarà la seva vida. Suk li recomana entrar de nou al Conservatori de Praga perquè la institució ha canviat amb la República i compta amb nou professorat més obert. El 1922 accedeix i comença a estudiar composició amb Josef Suk. Durant aquests últims anys a Praga va completar el seu primer quartet de corda i dos ballets: Qui és el més poderós del món? (Kdo je na světě nejmocnější?) i Istar. Després de la independència de l'Estat txecoslovac, Martinů té finalment l'ocasió el 1923 d'anar a l'estranger.

### 1923–1940: París
Martinů finalment va marxar a París l'octubre de 1923, després d'haver rebut una petita beca del Ministeri d'Educació txecoslovac. El temps que Bohuslav Martinů va passar a París es va centrar en la recerca d'una identitat artística que va abastar divuit anys. Al començament, va absorbir les noves tendències que la jove generació d'artistes francesos estava començant a promoure en aquella època.
Després d'innombrables mudances a París i als voltants, Martinů finalment va trobar una habitació al seu gust al carrer Delambre, 11 bis de Montparnasse. Durant cinc anys la va compartir amb el crític, teòric, col·leccionista d'art i comerciant bohemi, Václav Nebeský. Les parets de la seva habitació estaven decorades amb fotografies de futbol, un gratacel, la bella corredora txeca Eliška Junková i un Bugatti com el que conduïa.
A París coneix els membres del Grup dels Sis, dels quals li agradava especialment Arthur Honegger i, sobretot, Albert Roussel, que va començar a donar-li una sèrie de lliçons informals i va respectar el seu estil individualista. Roussel va ensenyar a Martinů fins a la seva mort el 1937 ajudant-lo a centrar-se i posar ordre a les seves composicions, en lloc d'instruir-lo en un estil específic. Durant els seus primers anys a París, Martinů va incorporar moltes de les tendències de l'època, com ara el jazz, el neoclassicisme i el surrealisme. Es va sentir particularment atret per Stravinski, els ritmes i sonoritats innovadors, angulars i propulsius del qual reflectien la revolució industrial, els esdeveniments esportius i el transport motoritzat. A l'estiu de 1924, a Polička, inspirat per un esdeveniment contemporani com un partit de futbol franco-txec, compon en deu dies el rondó orquestral Mitja part. S'estrenarà el 24 de desembre a París i es considera la seva primera composició madura. L'estrena, interpretada per Václav Talich i la Filharmònica Txeca, provocarà un escàndol: Martinů s'haurà de defensar de les acusacions que aquesta peça és un plagi de Petruixka de Stravinski. Estudis recents no la veuen tan clara i es decanten per una fusió de nombrosos estils populars al París de la dècada de 1920.
El ballet que havia anat component des de 1918, Istar, s'estrena el 1924 al Teatre Nacional de Praga. Compon el 2n Quartet de corda, una obra publicada per Universal Edition que l'obra les portes internacionals. El ballet Qui és el més poderós del món s'estrena al Teatre Nacional de Brno juntament amb l'estrena de l'òpera de Janáček La guineueta astuta. Ambdues obres eren interpretades per animals.
Martinů va trobar amics a la comunitat artística txecoslovaca a París i sempre mantindria estrets vincles amb la seva terra natal, tornant sovint durant l'estiu. Va continuar buscant idees musicals a les seves arrels bohèmies i moravianes. Els ballets van ser el seu mitjà d'experimentació preferit, com The Revolt (1925), The Butterfly That Stamped (1926), Le raid merveilleux (1927), La Revue de cuisine (1927) i Les larmes du couteau (1928).
El primer líder de la nova música simfònica a París en aquesta època va ser Serge Koussevitzky, que va presentar els Concerts bianuals Koussevitzsky (1921–29). Es va convertir en director de l'Orquestra Simfònica de Boston el 1924, però encara tornava a París cada estiu per dirigir els seus concerts. L'any 1927, Martinů el va veure en un cafè, es va presentar i li va donar la partitura d'un tríptic simfònic, La bagarre, inspirada en el recent desembarcament de Charles Lindbergh. El mestre va quedar impressionat i va programar la seva estrena amb la Simfònica de Boston el novembre de 1927. Va ser la primera obra de Martinů que es va sentir al continent americà, fet que va donar lloc a una profunda amistat amb Koussevitzsky. Aquesta relació va ser particularment important per a Martinů durant la Segona Guerra Mundial.
El 1926, Martinů va conèixer Charlotte Quennehen (1894–1978), una modista francesa de Picardia que treballava per a cases d'alta costura. Martinů viu en precari, i el sou de Charlotte ajuda a la parella. Es van casar molt tard, el 21 de març de 1931. Bohus va posposar el casament durant anys, fins i tot anava sol a Polička, malgrat que vivien junts des de feia molt temps. Culturalment, però, tots dos eren força diferents, fet que els provocaria problemes en el seu matrimoni al llarg dels anys. Així i tot, Charlotte es convertiria en una força important a la seva vida, s'encarregaria dels negocis que ell anava provant.

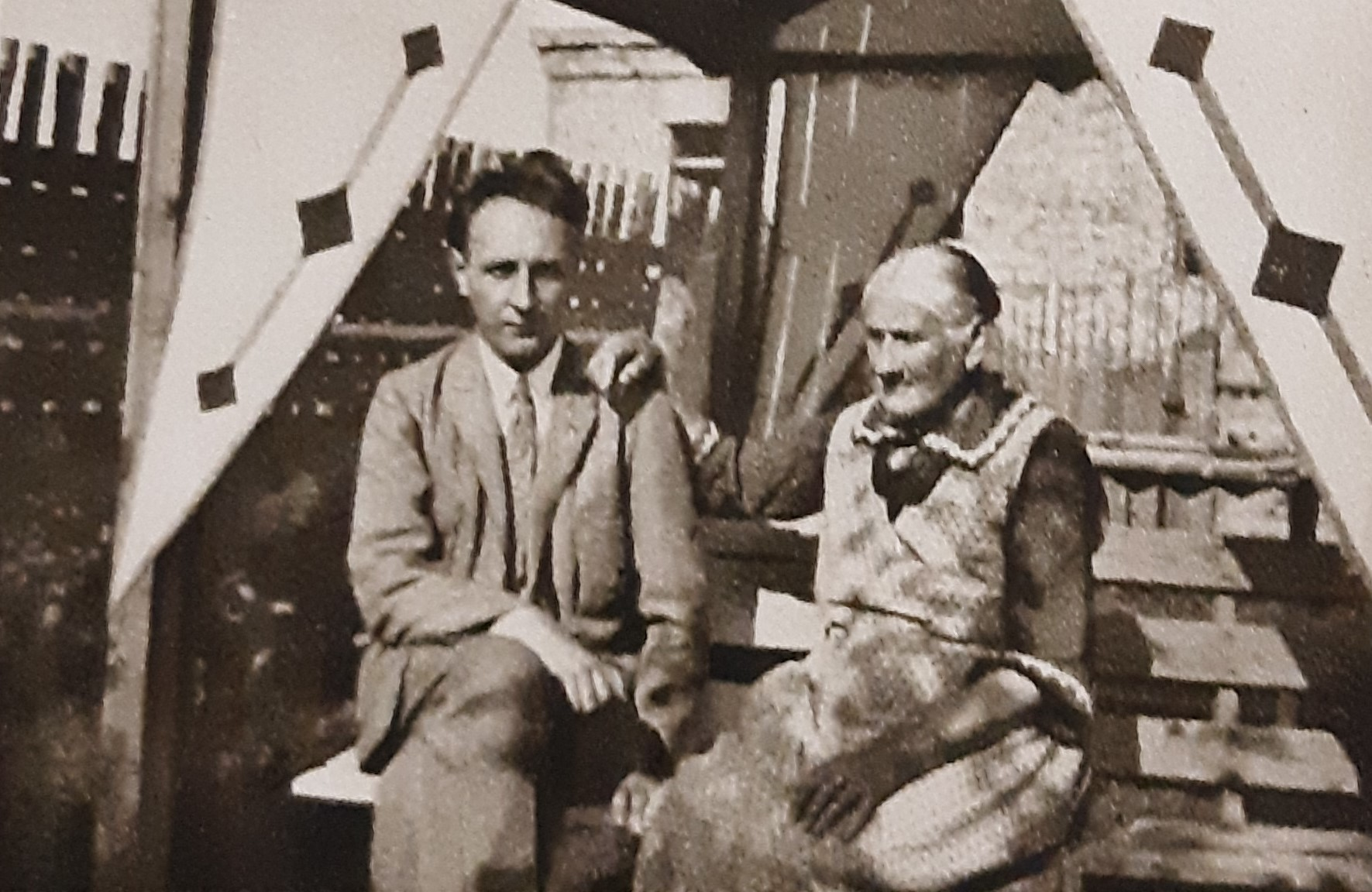
Martinů amb la seva mare a Polička, 1927

El 1927 es va decidir a compondre la seva primera opereta, El soldat i la ballarina (1927), a la qual van seguir tres títols en què va col·laborar amb el poeta surrealista Georges Ribemont-Dessaignes (una d'elles, Els tres desitjos, va ser un film-òpera). Després del casament, Martinů es va focalitzar en la composició de música de cambra per augmentar els ingressos de la família. Així, va deixar inacabada El dia de la bondat perquè no veia possibilitats d'estrenar-la per la seva modernitat, i va crear el ballet cantat d'orientació txeca Špalíček, sobretot per la possibilitat d'estrenar-la a Praga. Les negociacions amb el cap de l'òpera al Teatre Nacional de Praga, Otakar Ostrčil, van tenir èxit i Špalíček es va estrenar a Praga el 19 de setembre de 1933. L'obra va guanyar el premi Bedřich Smetana de composició el 1934.Martinů s'havia retirat dels seus set anys d'experimentació per establir-se en un estil neoclàssic.
El 1932 Martinů és elegit membre habitual de l'Acadèmia Txeca de Ciències i Arts. La revue de cuisine va ser revisada com a suite per a un sextet de clarinet, fagot, trompeta, violí, violoncel i piano, una combinació adequada per produir un so semblant a la de les típiques bandes de jazz de París de l'època. Es va representar als Concerts Cortot i publicada immediatament per Alphonse Leduc. El 1932, va guanyar el premi Coolidge al millor de 145 obres de música de cambra pel seu Sextet de cordes amb orquestra. Aquest va ser interpretat per Koussevitzsky amb l'Orquestra Simfònica de Boston el 1932.
Amb una col·laboració molt estreta amb Rudolf Firkušný, el 1935 va estrenar el Concert núm. 2 per a piano i orquestra amb la Filharmònica Txeca sota la direcció de Václav Talich. L'any 1935 ve marcat pel que suposaria la seva primera maduresa per la composició una sèrie de cinc obres líriques en dos anys: Els miracles de Maria (1935), estrenada al Teatre Nacional de Brno i per la qual Martinů va rebre un Premi Estatal Txecoslovac, les òperes radiofòniques La veu del bosc (1935) i Comèdia al pont (1935), la seva incursió en la comèdia de l'art Teatre rere la porta (1936) i l'absurda i onírica òpera còmica Alexander dues vegades (1937). L'obra mestra del gènere i del període és Julietta (1937), basada en una obra surrealista de Georges Neveux, que Martinů havia vist el 1927. La seva estrena es va fer a Praga amb Václav Talich el 14 de març de 1938. Julietta s'ha considerat àmpliament com l'obra mestra de Martinů. Després de la qual hi ha un llarg silenci operístic fins als anys cinquanta.

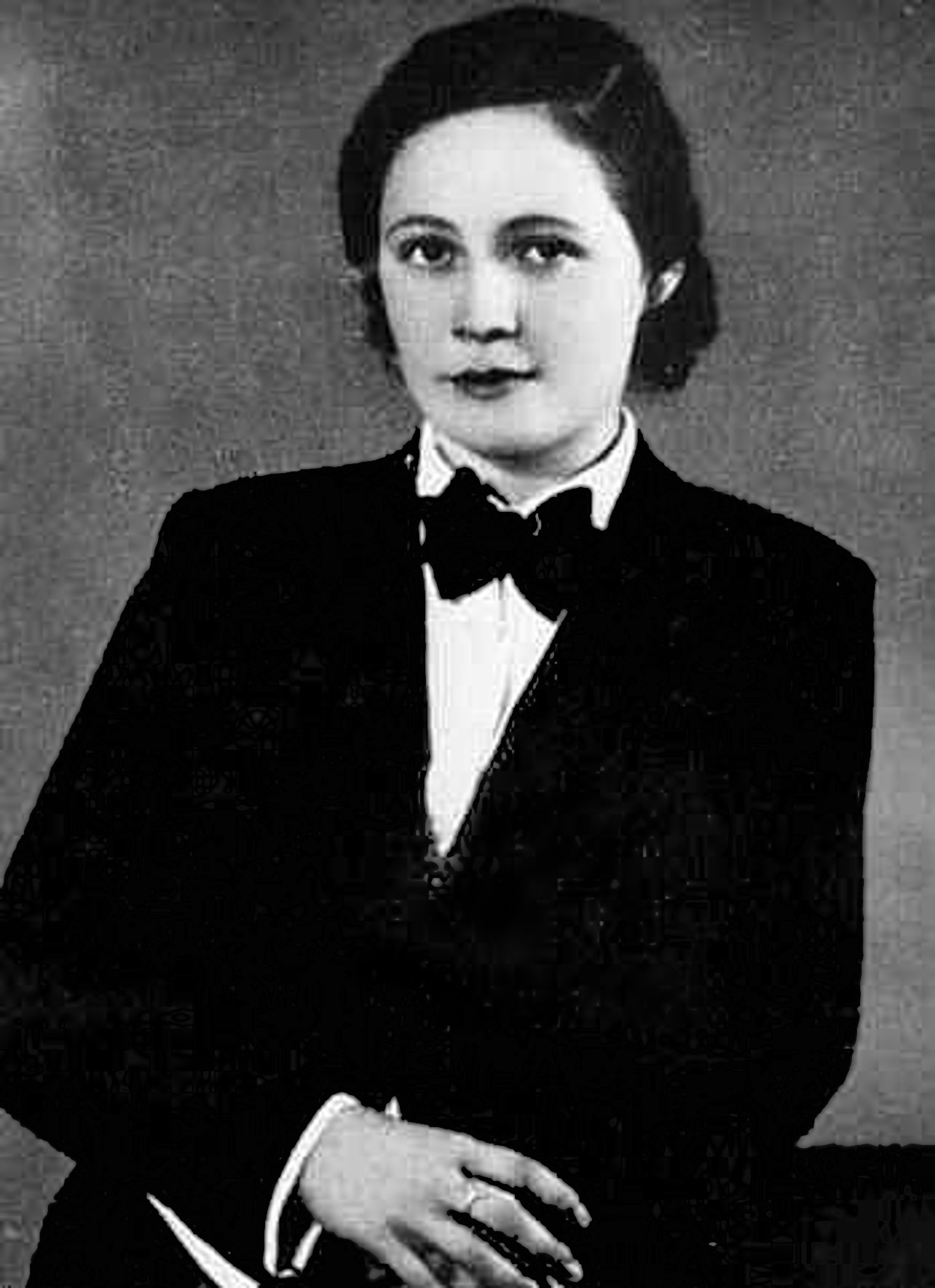
Vítězslava Kaprálová, estudiant i amant de Martinů

L'any 1937, Martinů va conèixer una jove txeca, Vítězslava Kaprálová, que ja era una gran músic quan va arribar a París, amb el suport d'una petita beca del govern txec per estudiar direcció amb Charles Münch i composició amb Martinů. La seva relació aviat es va desenvolupar més enllà de la d'estudiant-mestre, ja que ell es va enamorar bojament d'ella. Després de tornar a Txecoslovàquia, Martinů li va escriure moltes cartes llargues i apassionades. En un d'aquests, va proposar que es divorciaria de Charlotte i després la portaria a Amèrica. Va ser mentre es trobava en aquest estat frenètic i agitat que Martinů va compondre una de les seves obres més grans, el Concert doble per a dues orquestres de corda, piano i timbals. Es va acabar pocs dies abans de segellar l'⁣Acord de Múnic (30 de setembre de 1938). El dia de l'Acord completa el Concert doble per a dues orquestres de corda, piano i timbales per encàrrec del director d'orquestra i amic Paul Sacher.

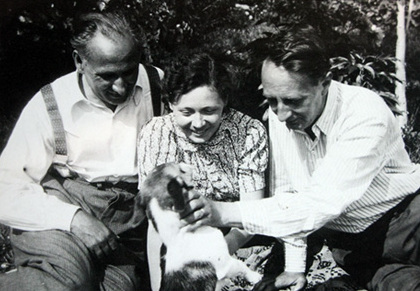
Vítězslav Kaprál (compositor i pare de Vítězslava), Vítězslava Kaprálová i Martinů

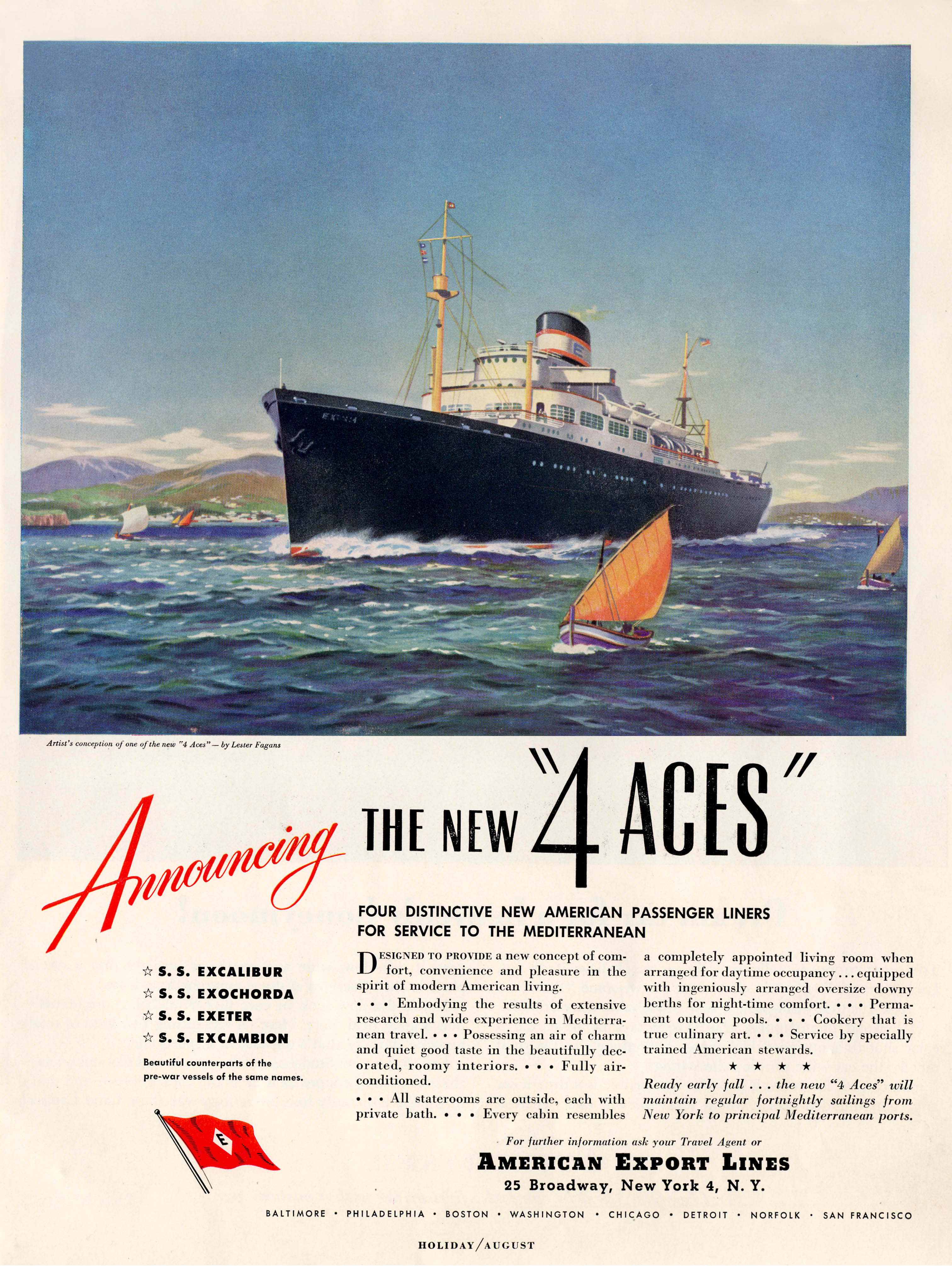
Propaganda del vaixell S.S. Exeter, que formava part dels coneguts com a 4 asos, que Martinů va agafar el 31 de març de 1941

Després de l'Acord de Múnic, el president Edvard Beneš va començar a formar un govern txecoslovac a l'exili establert a França i Anglaterra. A mesura que un nombre important de tropes es van organitzar en una força de resistència txeca, Martinů va intentar unir-s'hi, però va ser rebutjat a causa de la seva edat. Tanmateix, el 1939, esclata la Segona Guerra Mundial i Martinů compon la Missa de camp per a baríton, cor i orquestra per als voluntaris txecs a França. Es va emetre des d'Anglaterra i es va recollir a la Txecoslovàquia ocupada. Per això, Martinů va ser posat a la llista negra pels nazis i condemnat in absentia. El 1940, quan l'exèrcit alemany s'acostava a París, els Martinů van fugir. Foren acollits per Charles Munch que tenia un lloc prop de Llemotges.
Al juny mor Vítězslava Kaprálová possiblement per febre tifoide. Aviat, van viatjar a Ais de Provença, on van romandre durant sis mesos mentre intentaven trobar el trànsit fora de la França de Vichy. Va ser ajudat per la comunitat artística txeca, especialment Rudolf Kundera, juntament amb Edmonde Charles-Roux i la comtessa Lily Pastré. Malgrat les dures condicions, va trobar inspiració a Ais i va compondre diverses obres, en particular la Sinfonietta giocosa. Charlotte va escriure: "Ens vam enamorar d'Ais: la delicada remor de les seves fonts va calmar els nostres sentiments agitats i més tard Bohus es va inspirar en ells". Finalment, el 8 de gener de 1941, van marxar de Marsella cap a Portugal, des d'on van agafar el transatlàntic S.S. Exeter el 27 de març en direcció a Nova York. Va comptar amb l'ajuda del seu amic, el diplomàtic Miloš Šafránek, i especialment del benefactor suís de Martinů, Paul Sacher, director de l'Orquestra de Cambra de Basilea, que va organitzar i pagar els seus passatges.

### 1941–1953: EUA

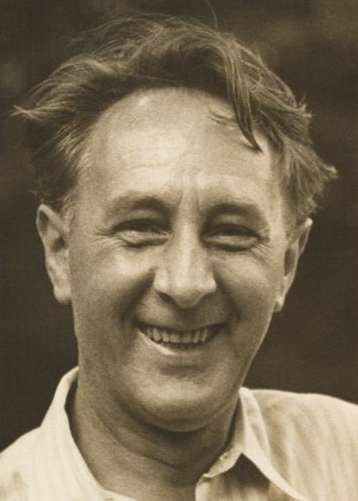
Martinů al c. 1942

La vida als Estats Units va ser difícil inicialment per a ell, com ho va ser per a molts altres artistes emigrats en circumstàncies semblants. La manca de coneixements d'anglès, de fons i d'oportunitats per utilitzar els seus talents era comuna per a ells. Quan van arribar a Nova York, els Martinů van allotjar-se a l'Hotel St. Hubert del carrer 57, prop del Carnegie Hall. Durant la seva estada a Nova York, els Martinů van canviar de residència almenys deu vegades. Van ser ajudats per diversos amics músics, entre ells el pianista Rudolf Firkušný, el violinista Samuel Dushkin, el violoncel·lista Frank Rybka, el diplomàtic Miloš Šafránek i l'advocat poliglot Jan Löwenbach. Martinů aviat va descobrir que no podia reprendre la composició al sorollós Manhattan, així que el setembre de 1941, Frank Rybka va trobar un allotjament de Martinů al suburbi de Nova York de Jamaica Estates, on van viure fins al juny de 1942, a prop de la casa dels Rybka. Aquest barri residencial i frondós era propici perquè fes llargues passejades solitàries a la nit, durant les quals elaborava partitures musicals al cap. En diverses ocasions s'havia "apartat" amb una profunda concentració sobre la música, oblidant-se del seu entorn i perdent-se, i després trucava a un amic amb un cotxe per venir a buscar-lo i portar-lo a casa. A partir de llavors, va començar a compondre activament. El 14 de desembre aconsegueix un gran èxit amb l'estrena del seu Concerto grosso per l'Orquestra Simfònica de Boston sota la direcció de Serge Koussevitzky. Una de les primeres composicions que Martinů va escriure a Nova York va ser el Concerto da Camera per a violí i petita orquestra, en compliment d'un encàrrec de Paul Sacher d'abans de la guerra.

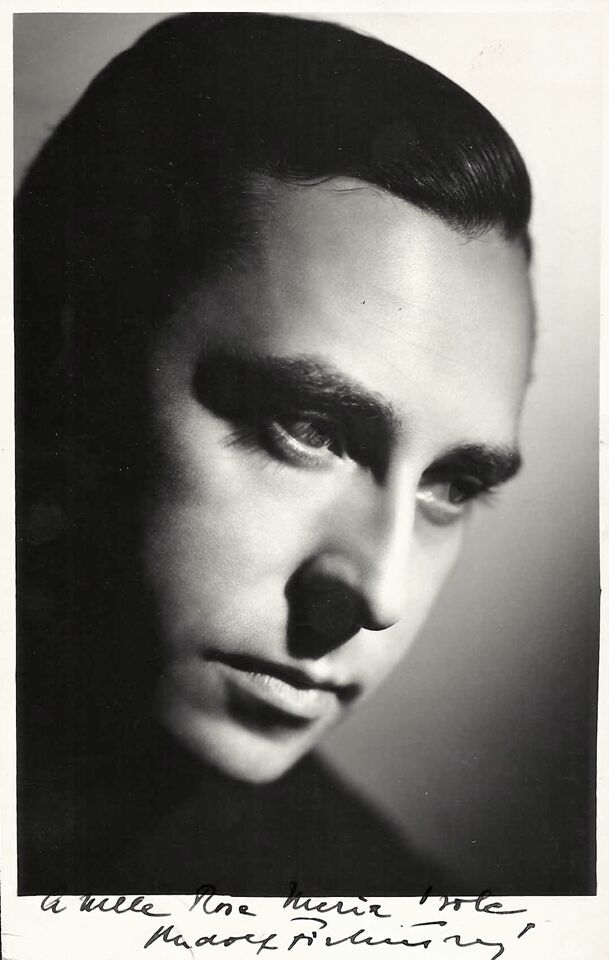
El pianista Rudolf Firkušný va ajudar Martinů els primers mesos a Nova York

El 1942 compon la Simfonia núm. 1, estrenada de nou al novembre per Koussevitzky. Després de l'èxit de la seva Primera Simfonia, Martinů en va escriure quatre més en ràpida successió, a raó d'una per any fins al 1946. Les seves estrenes i freqüents actuacions confirmen la important posició de Martinů a la vida musical dels Estats Units. El mateix any, Firkušný els va ajudar a trobar un apartament al carrer 58 en un edifici que ja no existeix, una vegada més no lluny del Carnegie Hall, i hi van viure definitivament fins que van abandonar els Estats Units l'any 1953. Va ser el lloc on el matrimoni va viure durant més temps. El 1943 compon el Concert per a dos pianos i orquestra, el Concert per a violí i orquestra núm. 2 per a Mischa Elman, la Simfonia núm. 2 i el poema simfònic Memorial a Lidice.
Quan la guerra s'acabava, els Martinů van passar amb dificultats matrimonials. Charlotte, que mai li van agradar els Estats Units, enyorava tornar a França. Quan, l'estiu de 1946, Martinů va acceptar un any més l'oferta de Koussevitzky d'ensenyar composició a l'escola de música de Berkshire, ella va anar sola a França en una visita prolongada. Es va allotjar amb els estudiants a Great Barrington, Massachusetts, al castell de Searles. El curs es va veure interromput quan el compositor va patir una commoció cerebral en caure durant la nit des d'una terrassa sense barana (17 de juliol de 1946). Després d'una estada a l'hospital, va anar a la residència d'estiu de la família Rybka a les muntanyes Adirondack, a Keene Valley.
En aquest moment, la jove compositora Roe Barstow va entrar a la seva vida, amb una relació que va durar uns sis anys. Durant almenys una part d'aquest temps Martinů es va separar de la seva dona Charlotte, però mai es van divorciar. Amb Charlotte a França, va estar al costat de Martinů, ajudant en la seva recuperació, durant la qual la seva relació es va aprofundir. Després que Charlotte tornés a finals de tardor, va descobrir que el seu marit era un home diferent: demacrat, irritable, paralitzat i amb dolor per l'accident.
A part dels seus problemes domèstics, Martinů no estava segur de quin país viuria. S'havia plantejat tornar a Txecoslovàquia com a professor, tot i tenir allí un poderós enemic en el polític comunista Zdeněk Nejedlý. Qualsevol pla de retorn es va veure encara més obstaculitzat pel cop d'estat txecoslovac de 1948. Amb la presa del poder pels comunistes, la música, juntament amb les altres arts, es va convertir en un instrument de propaganda seguint les línies ideològiques soviètiques. Martinů va ser qualificat de traïdor formalista i emigrat, i va decidir sàviament no perseguir cap mena de compromís professional a la seva terra natal a partir d'aquest moment.
De fet, Martinů es va mostrar reticent a abandonar Amèrica que li havia donat molt suport. El dia de la tràgica mort de Jan Masaryk, el 10 de març de 1948, Martinů completa el seu Concert per a piano núm. 3. En aquests moments, abandona la idea de tornar a Txecoslovàquia i roman a l'exili. A l'estiu la seva primera estada a Europa (a França i Suïssa) des de la seva arribada a Amèrica el 1941. Va ensenyar al Mannes College of Music durant la major part del període de 1948 a 1956. També va ensenyar a la Universitat de Princeton (1948-1951) i a la Berkshire Music School (Tanglewood). El 1950, Martinů compon la Sinfonietta La Jolla per a piano orquestra de cambra, i que es considera el seu adeu al neoclassicisme.
El 1952 obté la ciutadania nord-americana. Després d'un descans de quinze anys torna a l'òpera amb The Marriage, una òpera còmica experimental basada en Gogol.
A causa de l'extraordinari volum de l'obra de Martinů, alguns crítics que mai van conèixer l'home han afirmat que va compondre massa, massa ràpid i, per tant, devia ser descuidat en la qualitat. Tanmateix, ha estat defensat amb força per músics i crítics que sí que el van conèixer. Olin Downes coneixia millor a Martinů. Per a les seves entrevistes a Martinů, va tenir l'avantatge de tenir present com a intèrpret Jan Löwenbach, amic de tots dos. La defensa de Downes del compositor va sortir en un article, "Martinu at 60". «Martinů […] és incapaç de fer una feina poc exhaustiva o sense consciència. Treballa molt, sistemàticament, escrupolosament, modestament. Produeix molta música perquè, en primer lloc, la seva naturalesa ho necessita. Ha d'escriure música. En segon lloc, coneix el seu ofici i li encanta.» El compositor David Diamond va conèixer Martinů tant a París com a Nova York. En una entrevista anys més tard, va expressar estar sorprès de com era d'extraordinària la ment de Martinů en desenvolupar tota una partitura orquestral mentre passejava.

### 1953–1959: Europa
Finalment, el 1953 abandona els Estats Units i s'instal·la amb Charlotte a Niça. A partir d'aquest moment viurà principalment a França, Itàlia i Suïssa. llà va completar les Fantaisies symphoniques, dedicada a Charles Munch amb motiu del 75è aniversari de la Boston Symphony Orchestra. No s'estrenarà fins al 1955 a Boston. Cinc dies més tard ho faria a Nova York, on li procuraria al compositor el premi del Cercle de Crítics novaiorquès a la millor obra orquestral de l'any.
L'any següent va compondre Mirandolina i una Sonata per a piano, i va conèixer Nikos Kazantzakis, començant a treballar a La passió grega. Durant l'any 1955 va crear diverses obres clau: l'oratori L'epopeia de Guilgameix, el Concert per a oboè, Les Fresques de Piero della Francesca, i la cantata Otvirani studanek (L'obertura dels pous). El 1956, va assumir un nomenament com a compositor resident a l'⁣Acadèmia Americana de Roma i va compondre Incantation (el seu quart concert per a piano) i gran part de La passió grega, que va completar el gener de l'any següent. El 1957 el matrimoni Sacher el conviden a Schönenberg, prop de Zuric, i ell i Charlotte s'hi traslladen definitivament al setembre. Allà compon el Concert per a piano núm. 5 dedicat a Margrit Weber.
Jan Smaczny va comentar que en les composicions dels últims anys de Martinů "trobem que el compositor intentava a través de la seva música un retorn als orígens", encara que mai va tornar a Txecoslovàquia. La seva prolífica producció va continuar el 1958 amb Les Paràboles per a orquestra i l'òpera Ariane. L'any següent va assistir a la primera producció de Julietta des de l'estrena a Praga, a Wiesbaden. La seva composició va continuar fins a la seva mort: la segona versió de La passió grega, el Nonet, el Madrigali i les cantates Mikeš z hor (Mikeš de les muntanyes) i La profecia d'Isaïes, una de les obres més sorprenents i individuals de Martinù".
El novembre de 1958 va patir la seva primera gran crisi sanitària, que va provocar una operació d'estómac. Va morir de càncer d'estómac a Liestal, Suïssa, el 28 d'agost de 1959 a seixanta-vuit anys. Les seves restes van ser traslladades i enterrades a Polička, Txecoslovàquia, el 1979. Al llarg d'una carrera compositiva de més de mig segle, va deixar prop de 400 obres i com sempre passa amb compositors d'un calibre tan alt, la seva música s'atribueix a una ment oberta.

## Música
Martinů va ser un compositor prolífic que va escriure gairebé 400 peces. Moltes de les seves obres s'executen o enregistren regularment, entre elles l'oratori L'epopeia de Gilgamesh (1955, Epos o Gilgamešovi), les seves sis simfonies, concerts (gairebé trenta-quatre, per a violí, vuit composicions per a piano sol, quatre concerts per a violoncel, un per a clavecí, un per a viola i un per a oboè, cinc concerts dobles, dos concerts triples i dos concerts per a quatre instruments solistes i orquestra), una òpera contra la guerra Comedy on the Bridge (Veselohra na mostě), música de cambra (incloent-hi vuit quartets de corda, tres quintets de piano, un quartet de piano), una sonata per a flauta, una sonatina per clarinet i molts altres.

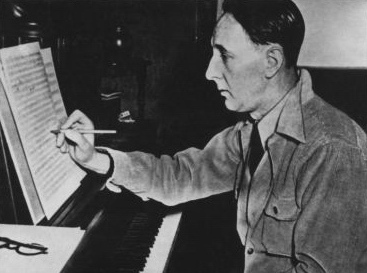
Bohuslav Martinů a Nova York, cap al 1942, al piano treballant en la seva segona simfonia

Un tret característic de la seva escriptura orquestral és el piano quasi omnipresent; moltes de les seves obres orquestrals inclouen una part destacada per a piano, inclòs el seu petit Concert per a clavecí i orquestra de cambra. La major part de la seva escriptura des dels anys trenta fins a la dècada de 1950 va ser d'ordre neoclàssic, però amb les seves últimes obres va obrir el seu estil per incloure gestos més rapsòdics i un sentit de la forma més espontani. Això és més fàcil d'escoltar comparant les seves Fantaisies symphoniques (Simfonia núm. 6), H 343, amb els seus cinc predecessors, tots de la dècada de 1940.
Una de les obres menys conegudes de Martinů presenta el theremin. Martinů va començar a treballar en la seva Fantasia per a theremin, oboè, quartet de corda i piano l'estiu de 1944, i la va acabar l'1 d'octubre. El va dedicar a Lucie Bigelow Rosen, que l'havia encarregat i va ser el solista del theremin a la seva estrena a l'Ajuntament de Nova York el 3 de novembre de 1945, juntament amb el Quartet Koutzen, Robert Bloom (oboè) i Carlos Salzedo (piano).
La seva òpera La passió grega està basada en la novel·la homònima de Nikos Kazantzakis, i la seva obra orquestral Memorial to Lidice (Památník Lidicím) va ser escrita en record del poble de Lidice que va ser destruït pels nazis com a represàlia per l'assassinat de Reinhard Heydrich a finals de la primavera de 1942. Es va completar l'agost de 1943 mentre estava a Nova York i s'hi va estrenar a l'octubre d'aquell any.

## Personalitat
Hi ha hagut moltes discussions sobre la personalitat, les maneres i la possible síndrome d'Asperger de Martinů. Frank James Rybka va promoure la idea que Martinů patia aquest tipus de trastorn de l'espectre autista. Va conèixer Martinů el 1941, quan el compositor tenia cinquanta-un anys i Rybka només en tenia sis; més tard el va conèixer el 1951 i després el 1959, un mes abans de la mort del compositor.
Segons Rybka, Martinů era tranquil, introvertit i emocionalment impassible quan coneixia persones que no coneixia bé. Normalment, responia les preguntes molt lentament, fins i tot quan parlava en el seu txec natal. Pot ser que no pugui correspondre socialment quan la gent felicita la seva música o li fa favors. Els amics propers van trobar que era una persona amable, modesta i imparcial. El 2009, Rybka va llançar un estudi retrospectiu de la personalitat inusual del compositor, basat en entrevistes de persones que el van conèixer, així com un estudi de cartes que havia escrit a la seva família i amics. Es van recopilar i avaluar les evidències que tenia un trastorn de l'espectre autista, utilitzant els criteris establerts que es troben al Manual de diagnòstic i estadístic de la malaltia mental (DSM-IV). Aquesta evidència va ser revisada per un conegut neurocientífic de l'autisme que va coincidir que el compositor tenia bones proves d'haver tingut un trastorn de l'espectre autista, molt probablement la síndrome d'Asperger. Això es va descriure a la seva publicació. L'any 2011, Rybka va publicar una biografia de Martinů, en la qual es revisen aquests trets, com ara el seu fracàs de reciprocitat social, el seu afecte pla, les seves fòbies i la por escènica extrema, la seva estricta adhesió a un horari ritualitzat i el seu espai en una aura mentre caminava amb la ment profundament absorta en la composició. La biografia conclou que hi va haver maneres positives i negatives en què l'Asperger va afectar la seva vida. Sembla que li va facilitar la seva extraordinària memòria per a la música i la seva capacitat per compondre de manera prolífica i habilitat, però també el va deixar incapaç de promocionar o mostrar la seva música en públic.
En contra d'això, Erik Entwistle en la seva revisió de la publicació de Rybka va destacar tres punts principals que contradiuen les conclusions de Rybka. Aquests són: en primer lloc, que és impossible diagnosticar algú tants anys després de la seva mort; en segon lloc, que la síndrome d'Asperger no existeix oficialment com a síndrome a part; i finalment, que segons Entwistle, Rybka es va obsessionar amb la idea del trastorn de Martinů, trobant proves de la seva afirmació a tot arreu.

## Obra
Harry Halbreich va publicar en 1968 el catàleg cronològic de la seva obra, amb 387 números.

### Orquestral

#### Simfonies
- Simfonia núm. 1, H.289 (1942)
- Simfonia núm. 2, H.295 (1943)
- Simfonia núm. 3, H.299 (1944)
- Simfonia núm. 4, H.305 (1945)
- Simfonia núm. 5, H.310 (1947)
- Simfonia núm. 6, H.343 (1955)

#### Ballets
- La revolta, H. 151 (1925)
- La papallona que picava de peus, H. 153 (1926)
- Le raid merveilleux, H. 159 (1927)
- La Revue de cuisine, H. 161 (1927, Praga)
- On tourne!, H. 161 (1927)
- Špalíček, H. 214 (1933, Praga)

#### Altres
- Els frescos de Piero della Francesca, H. 352 (1956, Salzburg)

### Concerts
- Concertino per a violoncel, metall, piano i bateria, H. 143 (1924, París)
- Concert per a piano núm. 1, H. 149 (1925, Polička)
- Concert per a violoncel núm. 1, H 196 I (1930 Polička), H 196 II (1939 París), H 196 III (1955 Niça)
- Concert per a violí núm. 1, H. 226 (1933, París)
- Concert per a piano núm. 2, H. 237 (1934, París [Malakoff])
- Concerto grosso per a orquestra de cambra H. 263 (1937, Boston 1941)
- Duo concertant per a dos violins, H. 264 (1937, Niça)
- Concert per a violí núm. 2, H. 293
- Concert per a violoncel núm. 2, H 304 (1945 Nova York)
- Concert per a piano núm. 3, H. 316 (1948, Nova York)
- Concert per a dos violins, H. 329 (1950, Nova York)
- Rapsòdia-Concert per a viola, H. 337 (1952, Nova York)
- Concert per a oboè, H. 353

### Cambra

#### Duos per a violí i piano
- Sonates per a violí
  - Sonata per a violí en do major, H 120 (1919 Polička)
  - Sonata per a violí en re menor, H 152 (1926 París)
  - Sonata per a violí núm. 1, H 182 (París de 1929)
  - Sonata per a violí núm. 2, H 208 (1931 París)
  - Sonata per a violí núm. 3, H 303 (Nova York del 1944)
- Altres
  - Impromptu, H 166 (1927 París)
  - Cinq pièces brèves (Cinc peces curtes), H 184 (1930 París)
  - Études rythmiques (7 peces), H 202 (1932 París)
  - Intermezzo, H 261 (París de 1937)
  - Sonatina, H 262 (París de 1937)
  - Cinc estrofes Madrigal, H 297 (Nova York del 1943) - dedicada a Albert Einstein
  - Czech Rhapsody, H 307 (1945 a Cape Cod, South Orleans, Mass.)

#### Duos per a violoncel i piano
- Sonates per a violoncel
  - Sonata per a violoncel núm. 1, H 277 (París de 1939)
  - Sonata per a violoncel núm. 2, H 286 (1941 a Jamaica, Long Island)
  - Sonata per a violoncel núm. 3, H 340 (1952 Vieux-Moulin)
- Altres
  -  Ariette , H 188B (1930 París)
  - "Nocturns", H 189 (1931 París)
  -  Pastorals , H 190 (1931 París)
  - "Miniature Suite", H 192 (1931 París)
  - Set arabescos, H 201 (1931 París)
  -  Variacions sobre un tema de Rossini , H 290 (1942 Nova York)
  - "Variacions sobre una cançó popular eslovaca", H 378 (1959 Schönenberg-Pratteln)

#### Duos per a altres instruments i piano
- Scherzo per a flauta i piano, H 174 A (París de 1929) (vegeu també Sextets, H 174)
- Sonata per a flauta i piano, H.306 (1949, Nova York)
- Viola Sonata (1955), H 355
- Clarinet Sonatina, H 356
- Trompeta Sonatina (1957), H 357

#### Duos per a altres instruments sense piano
- Duo núm. 1 (Preludium - Rondo) per a violí i violoncel, H 157 (1927 París)
- Tres madrigals per a violí i viola H. 313 (1947, Nova York)
- Duet núm. 2 per a violí i viola, H 331 (1950 a Nova York)
- Divertiment per a dos flautes de bec, H 365 (1957, Roma)
- Duo núm. 2 per a violí i violoncel en re major, H 371 (1958 Schönenberg-Pratteln)
- Peça per a dos violoncels, H 377 (1959 Schönenberg-Pratteln)

### Trios
- Trios de corda
  - Trio de corda núm. 1, H 136 (1923 París)
  - Trio de corda núm. 2, H 238 (París, 1934)
- Trios per a piano
  - Trio per a piano núm. 1, H 193 (París de 1930)
  - Trio per a piano núm. 2 en re menor, H 327 (Nova York, 1950)
  - Trio per a piano núm. 3 en Do major, H 332 (1951 a Nova York)
  - Bergerettes per a piano, violí i violoncel, H. 275 (París, 1939)
- Dos violins i piano
  - Sonatina per a dos violins i piano, H 198 (1930 París)
  - Sonata per a dos violins i piano, H 213 (1932 París)
- Flauta, violí i teclat
  - Sonata per a flauta, violí i piano, H 254 (1937 París)
  - Passejades per a flauta travessera, violí i clavicèmbal, H 274 (1939 París)
  - Madrigal Sonata per a flauta, violí i piano H. 291 (1942, Nova York)
- Altres trios
  - Serenata núm. 2, per a dos violins i viola, H 216 (1932 París)
  - Trio per a flauta, violí i fagot, H 265 (1937 Nice)
  - Quatre madrigals, per a oboè, clarinet i fagot, H 266 (1938 Nice)
  - Trio per a flauta, violoncel i piano, H 300 (1944 Ridgefield, Conn.)

#### Quartets
- Quartets de corda
  - "Tři Jezdci", H 1 (1902 Polička), també conegut com "Tres genets / tres genets"
  - Quartet de corda, H 60 (1912 Polička), perdut
  - Dos nocturns, H 63 (1912 Polička), perduts
  -  Andante , H 64 (1912 Polička), perdut
  - Quartet de corda en mi bemoll menor, H 103 (1917 Polička), anteriorment perdut, reconstruït per Aleš Březina
  -  Quartet de corda núm. 1, H 117 (1918 Polička)
  - Quartet de corda núm. 2, H 150 (1925 París)
  - Quartet de corda núm. 3, H 183 (París de 1929)
  - Quartet de corda núm. 4, H 256 (París de 1937)
  - Quartet de corda núm. 5, H 268 (París de 1938)
  - Quartet de corda núm. 6, H 312 (Nova York del 1946)
  - Quartet de corda núm. 7 "Concerto da camera", H 314 (Nova York del 1947)
- Altres quartets
  - Quartet per a clarinet, trompa, violoncel i tambor lateral, H 139
  - Quartet amb piano núm. 1, H. 287 (1942 Jamaica, Long Island, Nova York)
  - Quartet d'oboè (oboè, violí, violoncel i piano), H 315 (Nova York del 1947), 13 '
  - Mazurka-Nocturne (oboè, 2 violins, violoncel), H 325 (1949 Renova, Alta Savoia), 7 '

#### Quintets
- Quintet de piano, H 35 (1911 Polička)
- Quintet de corda (2 violins, 2 violes i violoncel), H 164 (1927 Polička), 18 '
- Quintet de piano núm. 1, H 229 (1933 París), 19 '
- Quintet de piano núm. 2, H 298 (1944 Nova York), 28 '
- Serenata per a 2 clarinets i trio de corda, H 334 (1951 Nova York), 24 '

#### Sextets
- Sextet per a instruments de vent i piano, H. 174 (1929, París), 15 '
- Serenata I (2 clarinets, trompa, 3 violins, viola), H 217 (1932 París), 7 '
- Sextet de corda, H 224 (1932 París), 18 '
- Musique de Chambre No. 1 "Les festes nocturnes" (violí, viola, violoncel, clarinet, arpa i piano), H 376 (1959 Schönenberg-Pratteln), 19 '

#### Septets
- Les Rondes  (oboè, clarinet, fagot, trompeta, 2 violins, piano), H 200 (recte 199) (1930 París), 14 '
- Serenata III (oboè, clarinet, 4 violins, violoncel), H 218 (1932 París), 7 '30 "
- Fantasia  per a theremin (o ondes Martenot), oboe, quartet de corda i piano, H 301 (1944 Ridgefield, Conn.), 15 '

#### Octet
- Posvícení  (Der Fasching) Ein Dorfbild, H 2 (1907 Polička), 7 '

#### Nonets
- Nonet núm. 1 (quintet de vent, trio de corda i piano), H 144 (1925 París), fragment
- Pastorals de Stowe  (cinc flautes, clarinet, dos violins i violoncel), H 335 (1951 Nova York), 10 '
- Nonet núm. 2 (quintet de vent, trio de corda i contrabaix), H 374 (1959 Schönenberg-Pratteln), 16 '

- Loutky (Marionetes) (3 llibres, numerats per Martinů en ordre cronològic invers)
  - Loutky I, H. 137 (1924 – Polička, República Txeca/París, França)
  - Loutky II, H. 116 (1918 – Polička)
  - Loutky III, H. 92 (1914 – Polička)

### Cantates
- Rapsòdia txeca, cantata per a baríton, cor mixt, orquestra i orgue, H. 118 (1918, Polička)
- El ram de flors (Kytice), cantata per a soprano, mezzosoprano, tenor, baix, cor infantil, cor mixt i orquestra petita, H. 260 (1937, Praga)
- Missa de camp, cantata per a baríton, cor masculí i orquestra, H. 279 (1939, París)
- L'epopeia de Guilgameix, cantata per a solista, cor mixt i orquestra, H. 351 (1955, Niça)
- L'obertura dels pous, cantata per a solistes, cor femení i acompanyament instrumental, H. 354 (1955, Niça)
- La profecia d'Isaïes, cantata per a solistes, cor masculí i acompanyament instrumental, H. 383 (1959)

### Òperes
- El soldat i la ballarina (Voják a tanečnice), òpera còmica en tres actes, H. 162 (compost el 1927 a Polička)
- Les llàgrimes del ganivet (Larmes du couteau, Slzy nože), òpera en un acte, H. 169 (1928, París)
- Els tres desitjos o les vicissituds de la vida (Les Trois Souhaits ou Les vicissitudes de la vie), pel·lícula-òpera en 3 actes amb avantsala i postludi, H. 175 (1929, París)
- El dia de la bondat (Le Jour de bonté), òpera en tres actes, H. 194 (1931, París)
- Els miracles de Maria (Hry o Marii), òpera en quatre actes, H. 236 (1934, París)
- La veu del bosc (Hlas lesa), ràdio òpera en 1 acte, H. 243 (1935, París)
- Comèdia en el pont (Veselohra na mostě), ràdio òpera en 1 acte, H. 247 (1935, París)
- Teatre darrere de la porta (Divadlo za bránou), òpera-ballet en 3 actes, H. 251 (1936, París)
- Julietta, òpera lírica en 3 actes, H. 253 (1937, París)
- Alexander dues vegades (Alexandre bis, Dvakrát Aleksandr), òpera bufa en 1 acte, H. 255 (1937, París)
- Pel que els homes viuen (What Men Live By), òpera pastoral en 1 acte, H. 336 (1952, Nova York)
- The Marriage (El casament), òpera còmica en 2 actes, H. 341 (1952, Nova York)
- Acusació contra el desconegut (Plainte contre inconnu), òpera en 3 actes, H. 344 (1953, Niça)
- Mirandolina, òpera còmica en 3 actes, H. 346 (1953, Niça)
- Ariane, òpera lírica en 1 acte, H. 370 (1958, Schönenberg-Pratteln)
- La Passió grega (The Greek Passion), òpera en 4 actes, H. 372 (1957, 2a versió 1959)